# Blohm & Voss P 208
Blohm & Voss P 208 – niemiecki odrzutowy prototypowy myśliwiec zaprojektowany w 1944 roku.